# 基希納峰
基希納峰（英語：Kirchner Peak）是南極洲的山峰，位於奧次地，處於蓋洛德嶺東北面4公里，屬於內布拉斯加峰的一部分，海拔高度1,170米，現時由南極條約體系管理。